# Johan Wretman
Johan Wretman, född den 19 oktober 1789 i Stockholm, död där den 30 september 1856, var en svensk ämbetsman. Han var far till Waldemar Wretman.

## Biografi
Wretman blev adjungerad medlem i Svea hovrätt 1818, assessor där 1823 och hovrättsråd 1831. Han var lagman i Västernorrlands lagsaga från 1836 tills denna lades ner den 31 december 1849. År 1842 blev han riddare av Nordstjärneorden och även ledamot av lagberedningen.